# Noy Drihan
Noy Drihan (en hebreo: נוי דריהן‎; Eilat, 15 de noviembre de 1999) es una deportista israelí que compite en vela en las clases RS:X e iQFoil. Ganó una medalla de bronce en el Campeonato Mundial de RS:X de 2020.

## Palmarés internacional
| \| Campeonato Mundial \| Campeonato Mundial \| Campeonato Mundial \| Campeonato Mundial \| \| Año \| Lugar \| Medalla \| Clase \| \| ------------------ \| -------------------- \| ------------------ \| ------------------ \| \| 2020 \| Sorrento (Australia) \| Medalla de bronce \| RS:X \| |                      |                   |       |
| Campeonato Mundial |                      |                   |       |
| Año | Lugar                | Medalla           | Clase |
| 2020 | Sorrento (Australia) | Medalla de bronce | RS:X  |